# Mario Gebauer
Mario Gebauer a fost un fotbalist.

## Cariera de antrenor-jucător

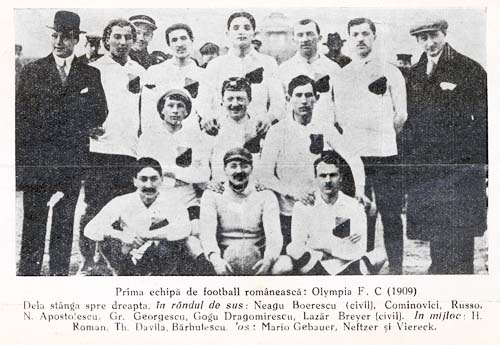
Olympia FC București in 1909
De la stânga la dreapta - rândul de sus: Neagu Boerescu, Cominovici, Russo, N. Apostolescu, Gr. Georgescu, Gogu Dragomirescu, Lazar Breyer - în mijloc: H. Roman, Th. Davila, Bărbulescu -jos: Mario Gebauer, Neftzer, Viereck

Mario Gebauer despre care se spune că pe când era student în Elveția a venit în vacanță în 1885 la București și a adus cu el prima minge de fotbal. Alături de Theodor Davila, Lazăr Breyer și Charles Viereck au fondat primul club de fotbal din București ASC Olympia București la 15 octombrie 1904. Participă cu Olympia în octombrie 1906 la „Arenele Romane” la sărbătorirea a 1800 de ani de la încheierea războiului daco-roman, 40 de ani de la înscăunarea lui Carol cât și 25 de ani de la proclamarea României ca Regat. Cu această ocazie a câștigat primul trofeu fotbalistic din România.
Începând din 1909 participă la „Cupa Herzog” (competiție echivalentă cu primul campionat al țării în condițiile Vechiului Regat) alături de Colentina București și United Ploiești și câștigă doi ani consecutiv titlul de campioană, în 1909-10 și 1910-1911.

## Cariera de arbitru
În 6 martie 1916 arbitrează meciul Colentina București 3 – 6 Bukarester IHC FC București. 
În 16 noiembrie 1919	Tricolor București	1 – 2	Venus București	Parcul Sportiv FSSR, București.
În luna septembrie 1920, are loc Trofeul Mario Gebauer (Cupa Miuță-fotbal in 6 jucători), în memoria părintelui fotbalului românesc.

## Palmares

### Ca jucător
Olympia București
 Liga I: 1909-10, 1910-11